# Druga slovenska nogometna liga 2016-2017
La Druga slovenska nogometna liga 2016-2017 (in lingua italiana: Secondo campionato calcistico sloveno 2016-2017), abbreviata in 2. SNL 2016-2017, fu la ventiseiesima edizione della seconda serie del campionato di calcio sloveno.

## Stagione

### Formula
Le 10 squadre partecipanti disputarono un turno di andata-ritorno-andata per un totale di 27 giornate, al termine delle quali:
- La prima classificata venne promossa in 1. SNL 2017-2018
- La seconda classificata avrebbe dovuto disputare uno spareggio contro la penultima della 1. SNL 2016-2017
- Le ultime due classificate sarebbero retrocesse in 3. SNL 2017-2018

### Avvenimenti
Lo Zavrč si ritirò dopo la 12ª giornata, nella classifica vengono conteggiati solo i risultati delle 9 partite del primo "giro".
Il secondo classificato, il Dob, avrebbe dovuto disputare lo spareggio contro la penultima della 1. SNL 2016-2017, ma per la quarta volta non ottenne la licenza da parte della Federcalcio slovena.
Così allo spareggio sarebbe dovuta andare la terza classificata, l'Ankaran Hrvatini, ma nel frattempo la Federcalcio non concesse la licenza al Koper nella massima serie, quindi lo spareggio non venne disputato e l'Ankaran venne promosso automaticamente.
Il Koper non ottenne la licenza neanche per la Druga SNL, quindi il Veržej (penultimo in classifica) venne ripescato.
Per l'edizione successiva era previsto un incremento dell'organico da 10 a 16 club: dalla 3. SNL 2016-2017 vennero promosse 8 squadre (le prime due di ciascuno dei quattro gironi).

## Squadre partecipanti
| Squadra               | Città        | Stadio                       | Stagione 2015-16 | Stagione 2015-16 |
| Squadra               | Città        | Stadio                       | Pos.             | Divisione        |
| --------------------- | ------------ | ---------------------------- | ---------------- | ---------------- |
| Zavrč                 | Zavrč        | Športni park Zavrč           | 9°               | 1. SNL           |
| Krka                  | Novo mesto   | Stadion Portoval             | 10°              | 1. SNL           |
| Drava                 | Ptuj         | Mestni stadion               | 3°               | 2. SNL           |
| Triglav               | Kranj        | Športni Center Stanko Mlakar | 4°               | 2. SNL           |
| Roltek Dob            | Dob          | Športni park Dob             | 5°               | 2. SNL           |
| Farmtech Veržej       | Veržej       | Stadion Čistina              | 6°               | 2. SNL           |
| Zarica                | Kranj        | Športni park Zarica          | 7°               | 2. SNL           |
| Ankaran Hrvatini      | Ancarano     | ŠRC Katarina                 | 8°               | 2. SNL           |
| Brda                  | Castel Dobra | Stadio Vipolže               | 1°               | 3. SNL Ovest     |
| Brežice - Terme Čatež | Brežice      | Stadion Brežice              | 1°               | 3. SNL Nord      |

## Classifica
|                  | Pos. | Squadra          | Pt | G  | V  | N | P  | GF | GS | DR  |
| ---------------- | ---- | ---------------- | -- | -- | -- | - | -- | -- | -- | --- |
|                  | 1.   | Triglav          | 61 | 25 | 19 | 4 | 2  | 64 | 23 | +41 |
|                  | 2.   | Dob              | 54 | 25 | 16 | 6 | 3  | 61 | 26 | +35 |
|                  | 3.   | Ankaran Hrvatini | 46 | 25 | 14 | 4 | 7  | 45 | 29 | +16 |
|                  | 4.   | Brežice          | 36 | 25 | 10 | 6 | 9  | 36 | 42 | −6  |
|                  | 5.   | Drava Ptuj       | 31 | 25 | 9  | 4 | 12 | 45 | 55 | −10 |
|                  | 6.   | Brda             | 26 | 25 | 6  | 8 | 11 | 27 | 34 | −7  |
|                  | 7.   | Krka             | 25 | 25 | 7  | 4 | 14 | 40 | 42 | −2  |
|                  | 8.   | Kranj            | 23 | 25 | 7  | 2 | 16 | 26 | 53 | −27 |
|                  | 9.   | Veržej           | 21 | 25 | 5  | 6 | 14 | 21 | 45 | −24 |
|                  | 10.  | Zavrč            | 5  | 9  | 1  | 2 | 6  | 13 | 29 | −16 |
| Fonte: rsssf.org |      |                  |    |    |    |   |    |    |    |     |

Legenda:
      Promosso in 1. SNL 2017-2018.
  Partecipa agli spareggi.
      Retrocesso in 3. SNL 2017-2018.
      Escluso dal campionato.
Regolamento:
Tre punti a vittoria, uno a pareggio, zero a sconfitta.
La classifica viene stilata secondo i seguenti criteri:
- Punti conquistati
- Punti conquistati negli scontri diretti
- Differenza reti negli scontri diretti
- Reti realizzate negli scontri diretti
- Differenza reti generale
- Reti totali realizzate

### Spareggio
L'Ankaran Hrvatini venne promosso, senza disputare lo spareggio, grazie al fallimento del Koper (che non ottenne la licenza da parte della Federcalcio).

## Statistiche

### Classifica marcatori
| Pos.                  | Giocatore       | Squadra          | Reti |
| --------------------- | --------------- | ---------------- | ---- |
| 1                     | Matej Poplatnik | Triglav          | 27   |
| 2                     | Rok Kidrič      | Dob              | 19   |
| 3                     | Matej Zemljak   | Ankaran Hrvatini | 14   |
| 3                     | Adnan Bašić     | Drava Ptuj       | 14   |
| 5                     | Marko Brekalo   | Krka             | 10   |
| 6                     | Nedo Turković   | Brežice          | 9    |
| 7                     | Matej Potokar   | Krka             | 8    |
| 7                     | Nastja Čeh      | Drava Ptuj       | 8    |
| 7                     | Jernej Leskovar | Dob              | 8    |
| Fonte: Sito ufficiale |                 |                  |      |